# Боґатка (Поморське воєводство)
Боґатка (пол. Bogatka, нім. Reichenberg) — село в Польщі, у гміні Прущ-Гданський Ґданського повіту Поморського воєводства.
Населення — 161 особа (2011).
У 1975-1998 роках село належало до Гданського воєводства.

## Демографія
Демографічна структура станом на 31 березня 2011 року:
|          | Загалом | Допрацездатний вік | Працездатний вік | Постпрацездатний вік |
| -------- | ------- | ------------------ | ---------------- | -------------------- |
| Чоловіки | 71      | 20                 | 50               | 1                    |
| Жінки    | 90      | 26                 | 53               | 11                   |
| Разом    | 161     | 46                 | 103              | 12                   |